# Генрієтта Свон Лівітт
Генрієтта Свон Лівітт (англ. Henrietta Swan Leavitt, 4 липня 1868 — 12 грудня 1921) — американська астрономка, одна з «Гарвардських обчислювачок» — жінок, найнятих в Гарвардську обсерваторію для обробки астрономічних даних. Відкрила залежність період — світність для цефеїд, що дозволило вимірювати відстані до галактик і призвело до переосмислення природи галактик і масштабів Всесвіту.
Закінчивши коледж Редкліфф, Лівітт працювала в Гарвардській обсерваторії, проводячи вимірювання на фотопластинках для каталогізації положення та яскравості зір. Вона дослідила цефеїди у Малій Магеллановій Хмарі і виявила зв'язок між їхнім періодом змінності та видимим блиском. Хоча відстань до Малої Магелланової Хмари в той час була невідома, після калібрування шляхом вимірювання відстані до сусідньої зорі того ж типу за допомогою паралактичного методу цефеїди стали стандартними свічками для вимірювання відстаней в астрономії.
Після смерті Лівітт Едвін Габбл виявив цефеїди в кількох туманностях, у тому числі в туманності Андромеди, і, застосовуючи закон Лівітт, підрахував, що відстані до них були надто великими, щоб вони могли бути частиною Чумацького Шляху. Таким чином він довів, що ці туманності є окремими галактиками. Це вирішило «Велику суперечку» в астрономії щодо розміру Всесвіту. Пізніше Габбл застосував закон Лівітт, щоб уточнити закон Габбла — Леметра для розширення Всесвіту.

## Біографія

### Молодість та освіта

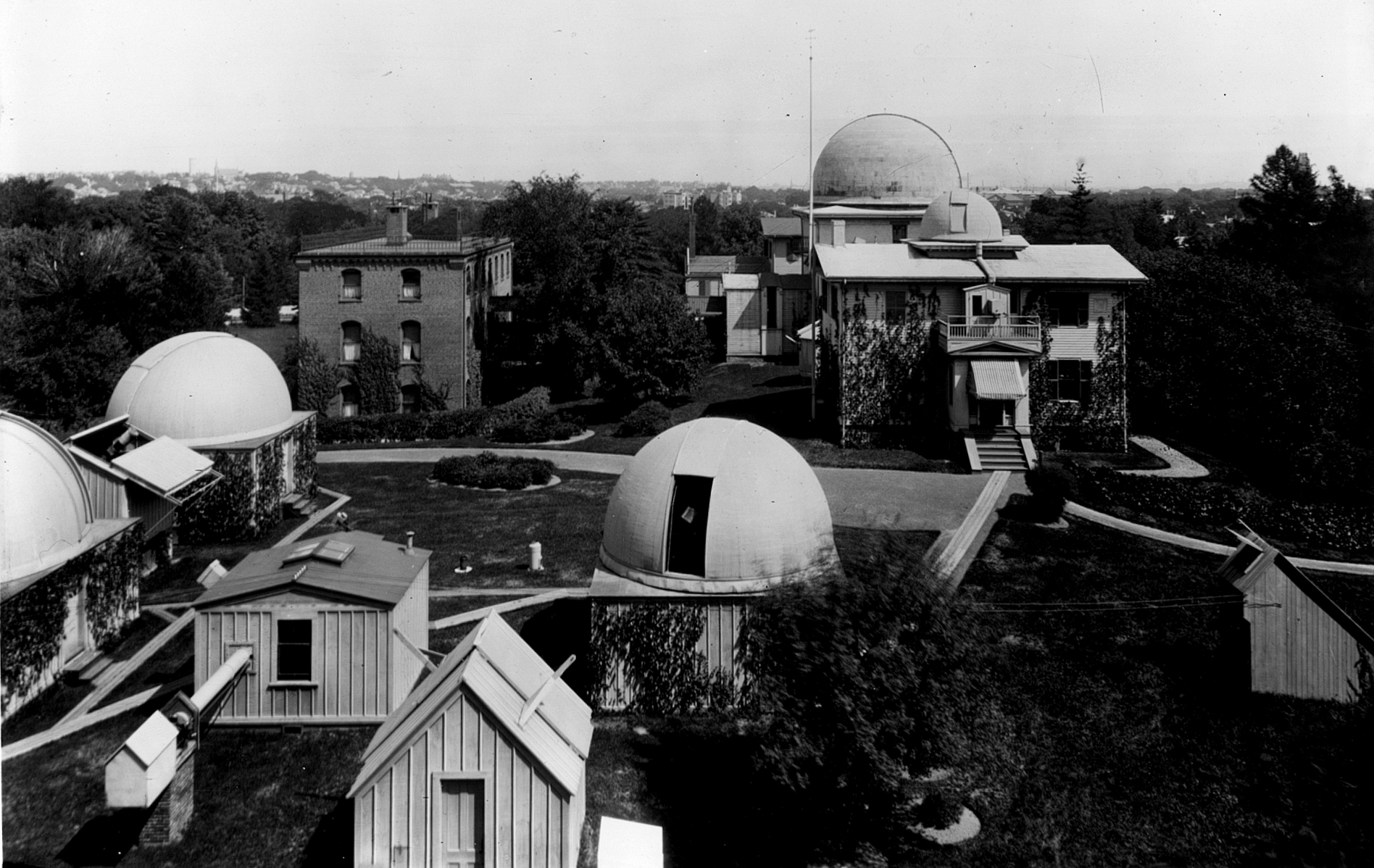
Гарвардська обсерваторія, де працювала Генрієтта Свон Лівітт

Генрієтта Свон Лівітт народилася 4 липня 1868 року в Ланкастері у штаті Массачусетс, США. Вона була донькою Генрієтти Свон Кендрік і служителя конгрегаційної церкви Джорджа Розвелла Лівітта. Генрієтта Лівітт залишалася глибоко релігійною та відданою церкві упродовж усього життя.
Лівітт протягом двох років навчалася в Оберлінському коледжі, потім перейшла до Товариства колегіального навчання жінок Гарвардського університету (яке пізніше стало коледжем Редкліфф). Там вона 1892 року здобула ступінь бакалавра. На четвертому курсі коледжу Лівітт пройшла курс астрономії, за який отримала A−:27.

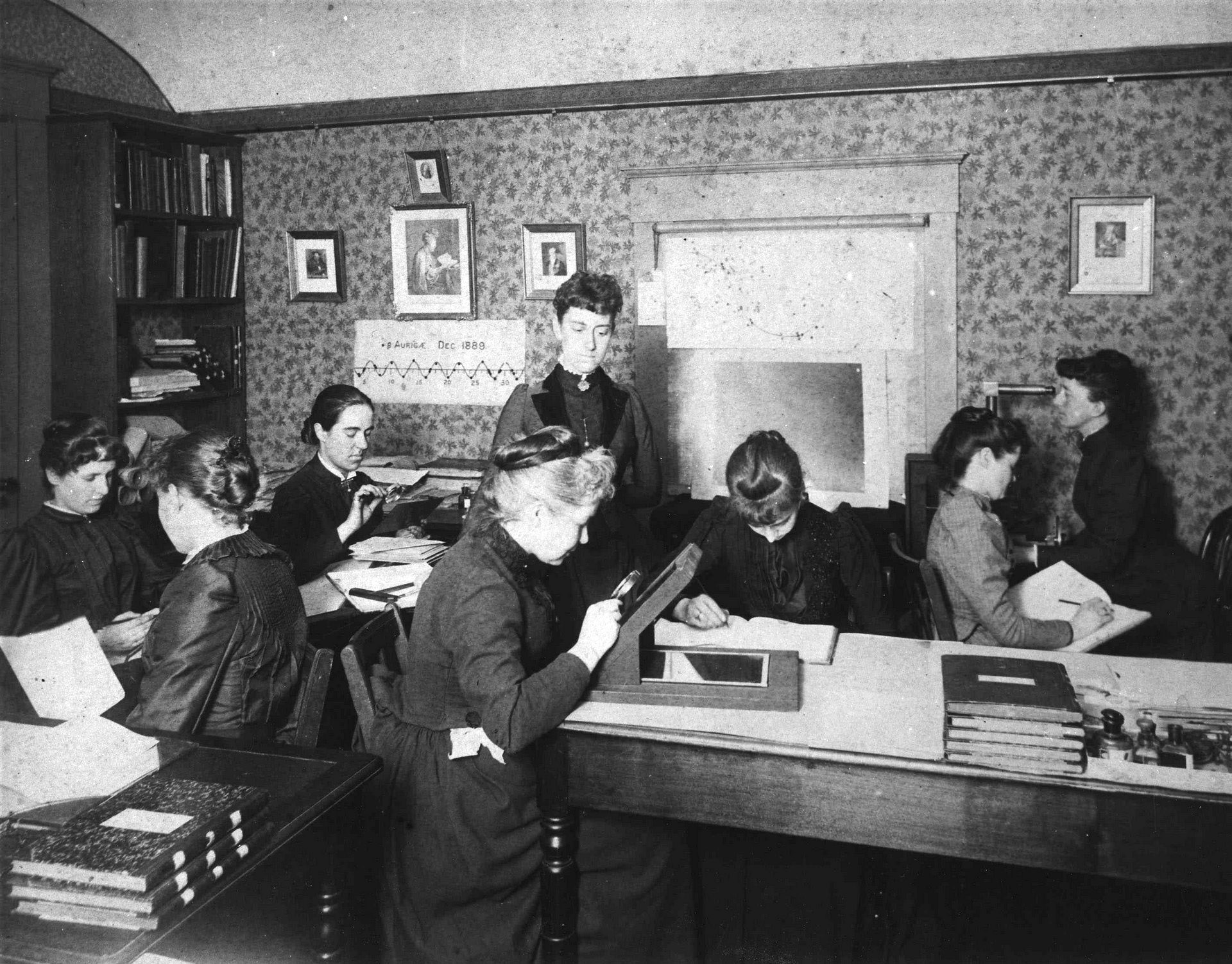
Генрієтта Лівітт (третя зліва) працює серед «Гарвардських обчислювачок».

Лівітт почала наукову кар'єру в Гарвардській обсерваторії — в жіночій команді, знаній як «Гарвардські обчислювачки». За тогочасними стереотипами, жінкам краще пасувала кропітка й низькооплачувана робота з даними, натомість теоретичну і спостережну роботу мусили робити чоловіки. Слідуючи цим уявленням, директор обсерваторії Едвард Пікерінг найняв Генрієтту Лівітт для вимірювання та каталогізації яскравості зір на фотопластинках обсерваторії.
У 1893 році Лівітт рекомендували для роботи над здобуттям наукового ступеня на основі результатів, які вона отримала в Гарвардській обсерваторії, але через хронічну хворобу жінка так і не здобула ступінь. 1898 року вона стала співробітницею Гарвардського університету. Пізніше Лівіт залишила обсерваторію та здійснила дві подорожі до Європи, а потім працювала асистенткою в Белойтському коледжі у Вісконсині. У цей час вона захворіла, що призвело до прогресуючої втрати слуху.

### Наукова робота

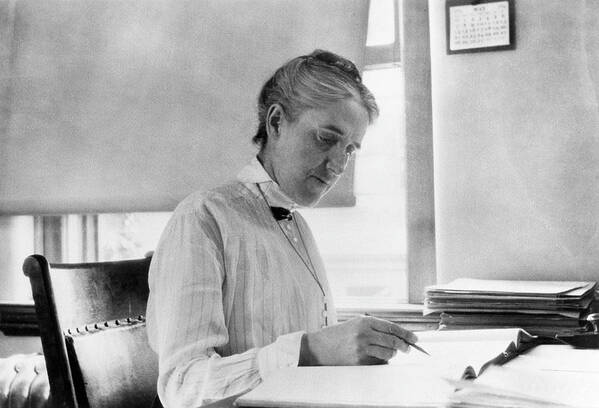
Лівітт працює за своїм столом в Гарвардській обсерваторії

Лівітт повернулася в обсерваторію Гарвардського коледжу в 1903 році. Оскільки вона була фінансово незалежною, Пікерінг спочатку їй навіть не платив. Пізніше вона отримувала 30 центів за годину роботи:32, 10,5 доларів на тиждень (еквівалент 356 доларів в цінах 2023 року). Її описували як «працьовиту, серйозну…, мало схильну до легковажних справ і щиро віддану сім'ї, церкві та кар'єрі». У Гарвардській обсерваторії Лівітт працювала разом з Енні Джамп Кеннон, яка також була глухою.
Пікерінг доручив Лівітт вивчити змінні зорі у Малій та Великій Магеллановій Хмарі. Зорі були зняті на фотопластинки за допомогою астрографа Брюса на Бойденській станції Гарвардської обсерваторії в Арекіпі в Перу. Лівітт визначила 1777 змінних зір. 1908 року вона опублікувала результати своїх досліджень в «Анналах астрономічної обсерваторії Гарвардського коледжу», зазначивши, що яскравіші змінні мають довший період.

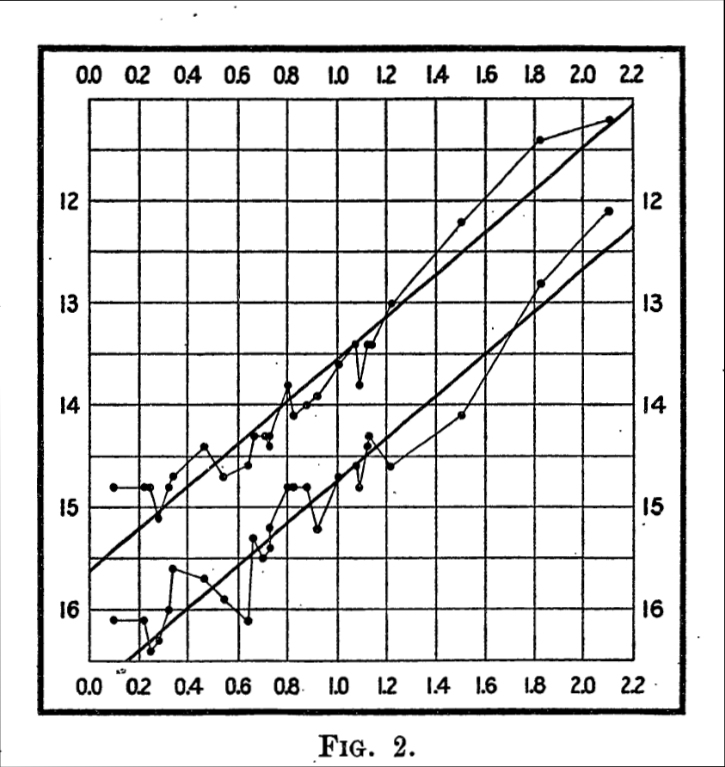
Графік зі статті, яку підготувала Лівітт 1912 року. Горизонтальна вісь — логарифм періоду відповідної цефеїди, а вертикальна вісь — її зоряна величина. Накреслені лінії з'єднують точки, що відповідають мінімальному та максимальному блиску зір.

У статті 1912 року Лівітт досліджувала зв'язок між періодом та яскравістю у виборці з 25 цефеїд у Малій Магеллановій Хмарі. Стаття була надіслана й підписана Едвардом Пікерінгом, але перше речення вказує на те, що її «підготувала міс Лівітт». Лівітт склала графік залежності видимої зоряної величини цефеїди від логарифма періоду й визначила, що, за її власними словами,
|  | Можна легко провести пряму лінію між кожною з двох серій точок, що відповідають максимумам і мінімумам, показуючи таким чином, що існує простий зв’язок між яскравістю змінних цефеїд та їх періодами.Оригінальний текст (англ.) A straight line can be readily drawn among each of the two series of points corresponding to maxima and minima, thus showing that there is a simple relation between the brightness of the Cepheid variables and their periods. |

Тоді Лівітт використала спрощене припущення, що всі цефеїди в Малій Магеллановій Хмарі знаходяться приблизно на однаковій відстані, щоб їхню власну яскравість можна було вивести з видимої яскравості, зареєстрованої на фотопластинках, з невідомим масштабним коефіцієнтом, оскільки відстань до Магелланових Хмар ще була невідома. Вона висловила надію, що з часом для деяких цефеїд будуть виміряні паралакси, що дозволить визначити невідомий масштабний коефіцієнт. Невдовзі це сталося, давши абсолютне калібрування залежності період-світність. Таким чином науковиця встановила, що логарифм періоду лінійно пов'язаний з логарифмом середньої оптичної світності зорі.
Лівітт також розробила, а потім продовжувала вдосконалювати Гарвардський стандарт для зоряних величин. Щоб визначити його, вона проаналізувала 299 фотопластин з 13 телескопів. 1913 року побудовану нею шкалу затвердив Міжнародний комітет фотографічних величин.
У 1913 році Лівітт відкрила T Компаса, повторювану нову в сузір'ї Компас, одну з найчастіше повторюваних нових зір, спалахи якої спостерігалися в 1890, 1902, 1920, 1944, 1967 і 2011 роках.
Лівітт була членкинею Фі Бета Каппа, Американської асоціації жінок з вищою освітою, Американського астрономічного та астрофізичного товариства, Американської асоціації сприяння розвитку науки та почесною членкинею Американської асоціації спостерігачів змінних зір. 1921 року, коли Гарлоу Шеплі обійняв посаду директора обсерваторії, Лівітт призначили керівницею відділу зоряної фотометрії, але в кінці того ж року вона померла від раку:89.

### Хвороба і смерть

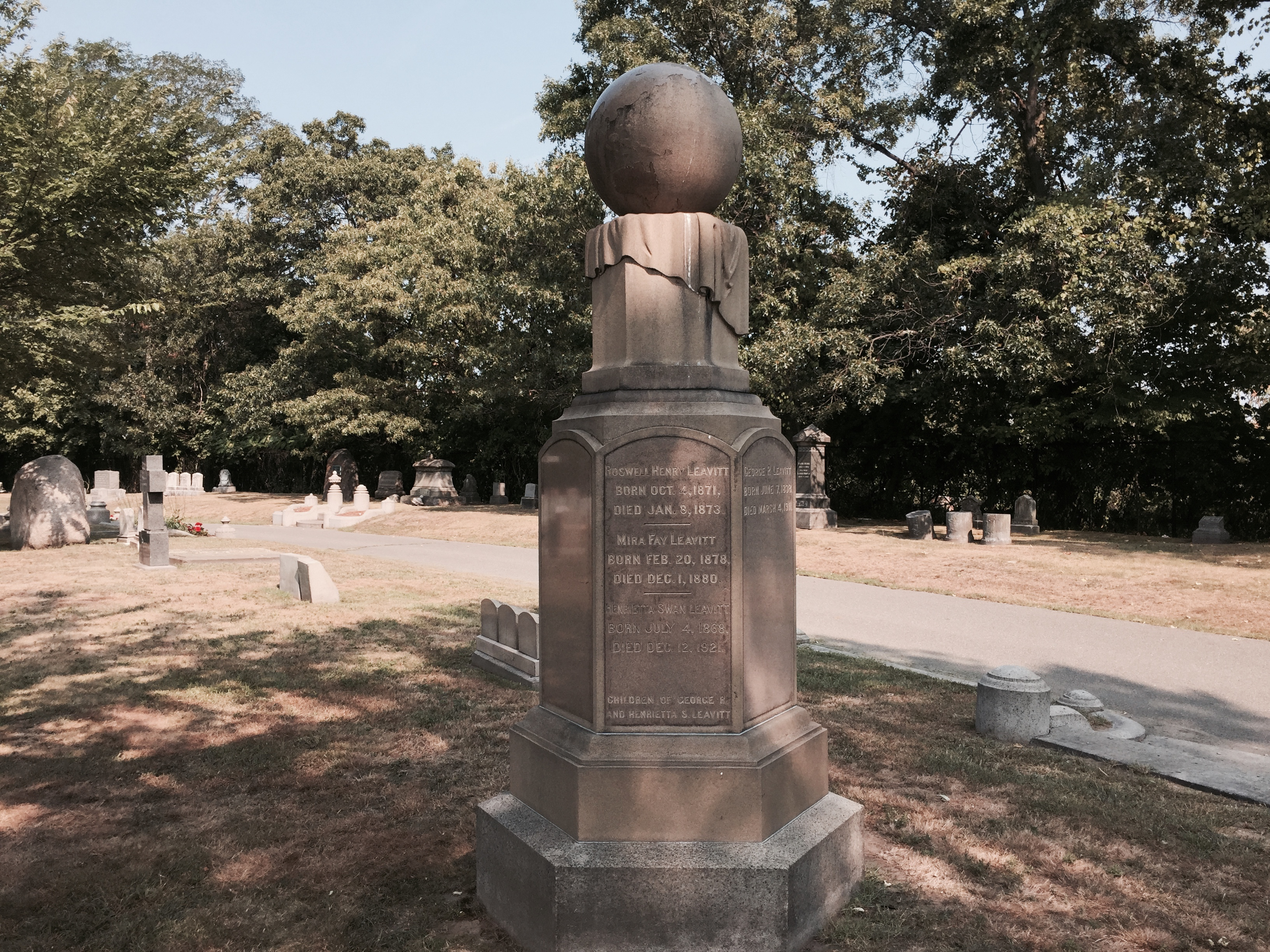
Пам'ятник родини Лівітт на кладовищі в Кембриджі, штат Массачусетс

Наукова робота Лівітт в Гарварді часто переривалася через хвороби та сімейні обставини, а у віці 53 років науковиця померла від раку шлунка. Її колега Солон Бейлі написав у некролозі на смерть Лівітт, що «вона мала щасливу, радісну здатність цінувати в людях все, що заслуговувало шани й кохання, і мала таку сонячну натуру, що для неї все життя було прекрасним і сповненим сенсу»:28.
Її поховали на ділянці родини Лівітт на Кембриджському кладовищі в Кембриджі, штат Массачусетс. Могила знаходиться на вершині пологого пагорба й відмічена високим шестикутним пам'ятником, на вершині якого стоїть земна куля на мармуровому постаменті. Тут же похований її дядько Еразм Дарвін Лівітт та інші Левітти. З одного боку пам'ятника встановлена табличка з іменами Генрієтти, Міри та Розуелл Лівітт. Поруч знаходяться могили Генрі та Вільяма Джеймсів:90.

## Значення наукових результатів

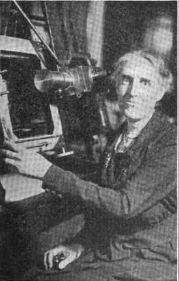
Лівітт проводить вимірювання в 1921 році

За словами наукового письменника Джеремі Бернштейна, «змінні зорі викликали інтерес протягом багатьох років, але коли вона вивчала ці пластини, я сумніваюся, що Пікерінг думав, що вона зробить важливе відкриття — таке, яке зрештою змінить астрономію». Співвідношення період–світність для цефеїд, тепер знане як «закон Лівітт», зробило ці зорі першою стандартною свічкою в астрономії, що дозволило вченим обчислювати відстані до зір, надто віддалених, щоб спостерігати їхній паралакс. За рік після того, як Лівітт повідомила про свої результати, Ейнар Герцшпрунг визначив відстань до кількох цефеїд у Чумацькому Шляху. Після такого калібрування можна було точно визначити відстань до будь-якої цефеїди.
Відкриття Лівітт точного способу вимірювання відстаней у міжгалактичному масштабі проклало шлях до розуміння сучасною астрономією структури та масштабу Всесвіту. Незабаром цефеїди були виявлені в інших галактиках і стали важливим доказом того, що «спіральні туманності» є окремими галактиками, розташованими далеко за межами Чумацького Шляху. Таким чином, відкриття Лівітт назавжди змінило уявлення людства про Всесвіт, примусивши Гарлоу Шеплі перемістити Сонце з центру галактики у «Великій суперечці», а Едвіна Габбла — відсунути інші галактики за межі Чумацького Шляху. Доведення Едвіном Габблом закону Габбла для розширення Всесвіту також стало можливим завдяки новаторським дослідженням Лівітт. Тепер цефеїди дозволяють астрономам вимірювати відстані приблизно до 60 мільйонів світлових років. Ще більші відстані зараз вимірюють за допомогою яскравіших стандартних свічок — наднових типу Ia.
Габбл часто говорив, що Лівітт заслуговує на Нобелівську премію за свою роботу. Математик Йоста Міттаг-Леффлер, член Шведської академії наук, намагався номінувати її на цю премію в 1925 році, але дізнався, що вона померла від раку три роки тому:118. (Нобелівську премію не присуджують посмертно.)

## Пам'ять
- Залежність період — світність для цефеїд тепер іноді називають «законом Лівітт»[37].
- Астероїд 5383 Лівітт і кратер Лівітт[en] на Місяці названі на честь Генрієтти Свон Лівітт[42][43].
- На її честь названо один із телескопів ASAS-SN, розташований в Макдональдській обсерваторії в Техасі[44].

## В культурі
- Анна фон Мертенс[en] створила книгу «Увага є відкриттям: життя та спадщина Генрієтти Лівітт» (англ. Attention Is Discovery: The Life and Legacy of Henrietta Leavitt). На її сторінках художні інтерпретації роботи Лівітт переплітаються з фотографіями та описами роботи Лівітт та інших Гарвардських обчислювачок[45].
- У 2005 році Джордж Джонсон[en] написав біографію «Зорі міс Лівітт» (англ. Miss Leavitt's Stars), яка через історію Лівітт показує успіхи жінок в науці[46].
- У 2013 році Роберт Берлі написав біографію для дітей віком від чотирьох до восьми років «Дивись вгору! Генрієтта Лівітт, астрономка-піонерка» (англ. Look Up!: Henrietta Leavitt, Pioneering Woman Astronomer)[47].
- У 2015 році Лорен Гандерсон[en] написала п'єсу «Мовчазне небо» (англ. Silent Sky), яка розповідає про шлях Лівітт від її вступу в Гарвард і до її смерті[48].
- Тео Штрасселл написав п'єсу «Тривожні речі, які ми робимо» (англ. The Troubling Things We Do), абсурдистський твір, в якому детально описується життя Генрієтти Лівітт та інших вчених її епохи[49].
- Книга Дави Собел[en] «Скляний Всесвіт» (англ. The Glass Universe) розповідає про роботу жінок, які аналізували зображення зір, отримані в Гарвардській обсерваторії[50].
- BBC включила Лівітт до серії «Пропущений геній», покликаної відзначити людей із різним походженням, які сильно вплинули на наш світ[24].
- Central Square Theatre[en] замовив п'єсу «Жінки, які картографували зорі» (англ. The Women Who Mapped The Stars) у межах серії «Brit D'Arbeloff Women in Science Production». П'єсу написав Джойс Ван Дайк, і її поставили у Nora Theatre Company. Серед іншого, п'єса оповідала історію Лівітт[51].

## Виноски
1. ↑  Її прізвище «Leavitt» ([ˈlɛvɪt]) традиційно передається в україномовних джерелах як «Лівітт»[9][10][11][12]. В «Історії астрономії» Климишина 2000 року ім'я передано як «Хенрієта», а в «Астрономічному енциклопедичному словнику» 2003 року — як «Хенріетта Суон»[12], однак за українським правописом 2019 року точнішою транслітерацією є «Генрієтта Свон»[13], що також узгоджується з іменем «Генрієтта», вказаним у підручнику Андрієвського та ін. 2019 року[10], майже узгоджується з іменем «Генрієта Свон», вказаним у підручнику Панько й Сергієнко 2020 року[11], та узгоджується з іменем «Генрієтта Свон», вказаним у статті The Universe. Space. Tech. 2023 року[14].
2. ↑  За американською системою оцінювання найвищою оцінкою є A+, потім слідують A, A−, B+, B і т.д., а найнижчою, незадовільною оцінкою є F.